# Soldadura per fricció-agitació

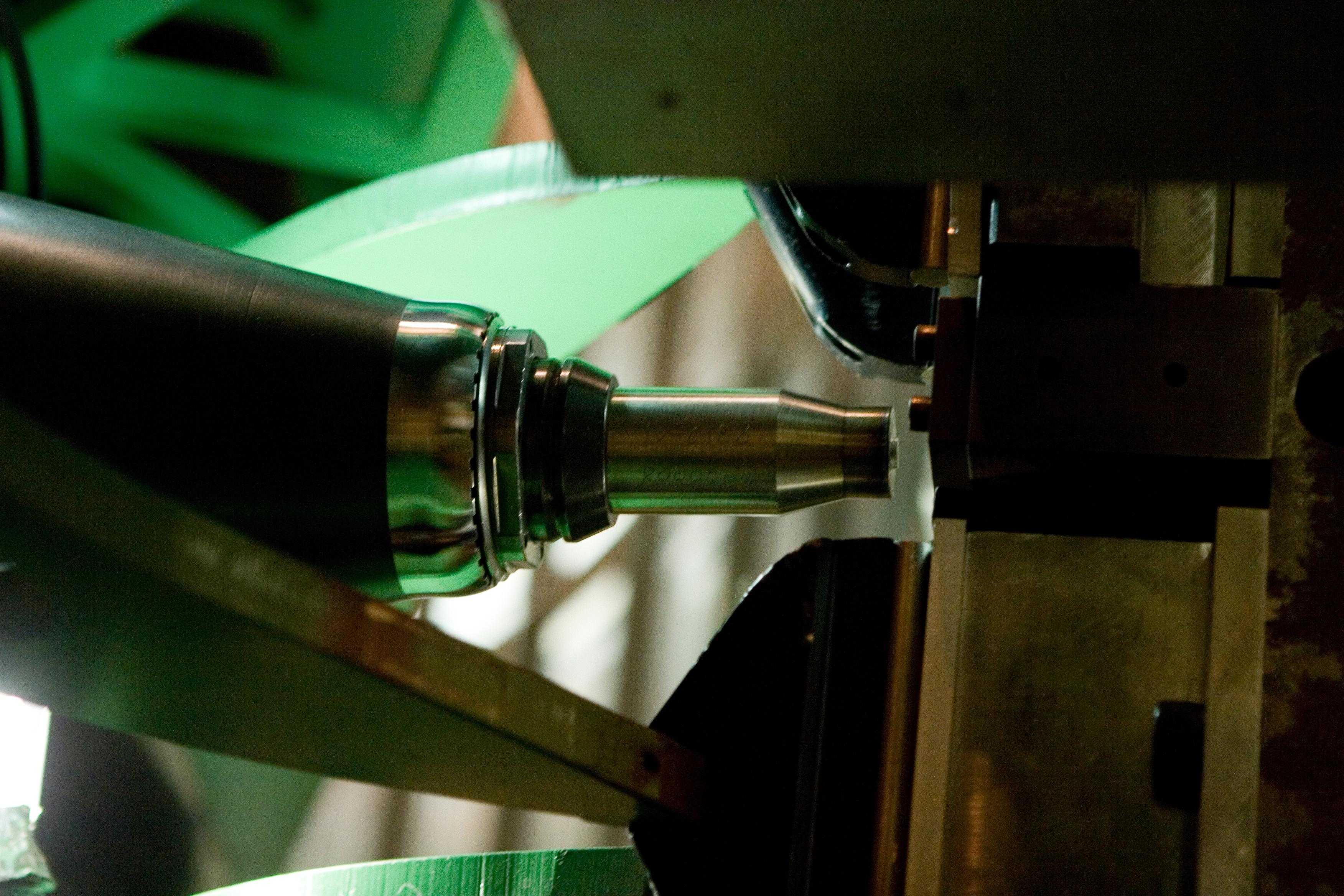
Imatge de l'eina de FSW

La soldadura per fricció-agitació (Friction Stir Welding, FSW) és un procés de soldadura de metalls (d'igual o diferent naturalesa) en estat sòlid, és a dir, una unificació en què els metalls no es troben en fase líquida. Aquesta tècnica s'empra amb la finalitat de mantenir invariables les característiques originals dels metalls soldats. Aquest procés s'aplica principalment amb l'alumini, i més sovint en peces grans amb les quals no es pot dur a terme un tractament tèrmic de soldadura per recuperar les característiques de temperament. El modelat numèric del procés, permet predir comportaments, i pot accelerar els processos de disseny, baixant els costos i optimitzant les variables tecnològiques a utilitzar. Aquest nova variant de la soldadura per fricció permet la soldadura de peces planes de gran extensió, i en aquest sentit introdueix un avanç molt important de la soldadura per fricció que estava limitada només a unions de parts amb simetria de revolució. La coalescència dels materials la produeix una eina de rotació que s'introdueix i avança al llarg de la junta.

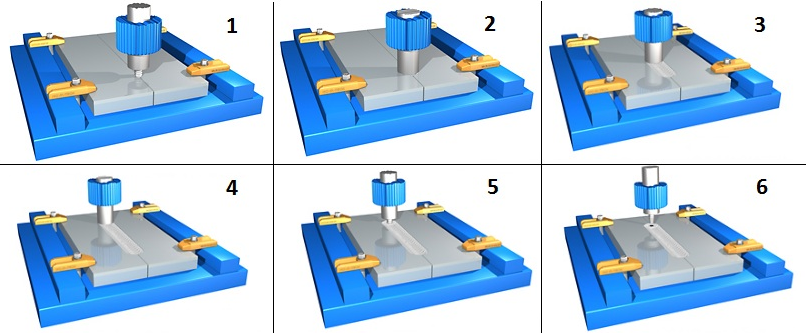
Fotogrames il·lustratius del procés de soldadura per fricció-agitació

Aquesta tècnica fou inventada i experimentalment comprovada per Wayne Thomas i el seu equip d'investigació al desembre de 1991 en el The Welding Institute. La companyia TWI (The Welding Institute) de Cambridge (UK) col·lecciona un gran nombre de patents en aquest procés.

## Principis de funcionament
En la FSW hi ha una eina cilíndrica d'esquena amb un perfil de rosca/sonda que es gira a una velocitat constant; aquesta eina s'alimenta a un ritme constant en travessar la línia d'unificació establerta per la unió dels metalls, que estan màximament acoblats. Ambdues parts acoblades se subjecten a una barra amb rigidesa per tal d'impedir una separació forçosa. La longitud de la punta és lleugerament inferior a la profunditat requerida de soldadura. D'altra banda l'eina cilíndrica d'esquena ha de mantenir un contacte íntim i estret amb la superfície de treball. La calor de fricció es produeix entre la punta i l'eina d'esquena, i el material de les peces de treball. Aquesta calor, juntament amb la calor generada pel procés de barreja mecànica i la calor adiabàtica que hi ha dins dels materials, condiciona una suavització en la mescla d'ambdues peces metàl·liques sense arribar al punt de fusió (per tant, estem en un procés d'estat sòlid).
Aquest fenomen permet que l'eina FSW travessi la línia d'unificació o de soldadura produint una plastificació en l'eix d'unió dels metalls. A mesura que el passador es mou en la direcció de la soldadura mobilitza el material plastificat a la part posterior del passador mentre que subministra una força de forja per consolidar la soldadura. La soldadura del material és facilitada per la deformació plàstica en estat sòlid, amb la consegüent recristal·lització dinàmica de la matèria primera. Per tant, la fricció, agitació i pressió generada per aquesta eina plastifica i forja el material circumdant consolidant la unió.

## Característiques microestructurals
La naturalesa sòlida del procés FSW, combinat amb la seva eina i naturalesa asimètrica, dona lloc a una microestructura molt característica. Aquesta microestructura pot ser dividida en diferents parts:
- La zona d'agitació (DXZ) és una regió de material molt deformada que correspon aproximadament a la ubicació del passador durant la soldadura. Els grans a la zona d'agitació es posicionen equiaxialment sobre l'eix del passador. Una característica típica de la zona d'agitació és la concentració d'anells concèntrics, anomenats onion-ring structures.
- La zona de flux de braç es troba en superfície superior de la soldadura. Es tracta de l'acumulació de material arrossegat per l'espatlla
- La zona d'afectació termomecànica (thermo-mechanically affected zone, TMAZ) es produeix a banda i banda de la zona d'agitació. En aquesta regió la tensió i la temperatura són més baixos i l'efecte de la soldadura en la microestructura és corresponentment menor.
- La zona afectada per la calor (heat-affected zone, HAZ) és comú a tots els processos de soldadura. Aquesta regió està sotmesa a un cicle tèrmic, però no es deforma durant la soldadura.

## Prestacions
La naturalesa del FSW ens porta a un ampli seguit d'avantatges. Mai no tindrem un refredament en fase líquida, donat que amb aquesta tècnica es treballa sempre sobre l'estat sòlid. D'altra banda, qüestions com ara la porositat, la redistribució de soluts, la solidificació i liquació d'esquerdes no són problema amb el FSW. En general, els FSW produeixen una baixa concentració de defectes i són molt tolerants a les variacions tant de paràmetres de soldadura com de materials.
Entre els avantatges fonamentals del mètode es troben: capacitat d'unió d'aliatges de difícil soldabilitat, soldadura de 15 mm de gruix en una passada i 30 mm en dues sense necessitat de bisells, absència de metall d'aportació i gas de protecció, absència de distorsió, no generació de fums tòxics. Les propietats mecàniques i sanitat de les unions produïdes resulten en general superiors a les obtingudes per processos d'arc convencionals.
No obstant això, temperatures de soldadura insuficients (provocades per velocitats baixes de rotació o elevades velocitats de translació) comporten l'aparició de defectes en aquest procés de soldadura. Això dona lloc a un tipus de túnel al llarg de l'eix de soldadura que apareix en la superfície. Les baixes temperatures també limiten l'acció de forja, reduint la continuïtat de vincle entre els metalls acoblats. Destaca també un defecte anomenat “petó de l'os”. Aquest defecte és molt preocupant per les dificultats que presenta alhora d'identificar-lo (només s'aprecien amb raigs X o amb proves ultrasò). Aquest “petó de l'os” dona lloc a imperfeccions en la penetració, facilitant l'aparició d'esquerdes per fatiga. Les restriccions fonamentals són: reduïda versatilitat pròpia d'un procés automàtic, necessitat de ferm subjecció de les peces, aplicació limitada a peces planes o de gran radi de curvatura, producció de buit residual al final de la soldadura en el lloc d'extracció de l'eina.
Per esquematitzar més aquesta explicació s'exposa seguidament un resum d'avantatges-desavantatges:
Avantatges
- Bones propietats mecàniques
- Millora de la seguretat: absència de gasos
- Fàcilment automatitzables en el fresat simple
- Reducció en els costos d'instal·lació
- Gran versatilitat: adopta qualsevol posició
- Baix impacte ambiental

Desavantatges
- Aparició del forat “túnel”
- Necessitat de forces per acoblar les plaques
- Reducció en la flexibilitat
- Dificultats en les variacions de gruix
- Petó de l'os
- Cost elevat del FSW

## Paràmetres de soldadura

### Velocitats de rotació i translació de l'eina
Hi ha dues velocitats de l'eina a considerar en la fricció-agitació de soldadura, la velocitat angular amb què gira l'eina sobre el seu eix vertical i la velocitat d'avanç de l'eina per travessar la interfície. Aquests dos paràmetres són fonamentals pel disseny propici del cicle de soldadura.
D'altra banda també existeix una relació entre les velocitats de l'eina i la calor produïda durant el procés. Un augment de la velocitat de rotació o una disminució en la velocitat de desplaçament es tradueix en una soldadura més calenta. Per garantir un procés òptim cal que el material que envolta l'eina es trobi calent, amb la qual cosa es minimitzen les forces i tensions externes. Si el material que embolcalla l'eina és fred poden aparèixer defectes a la zona d'agitació, o bé l'eina es podria trencar.
Una temperatura elevada en l'entrada de contacte eina-interfície produeix un malbaratament de les propietats finals de la soldadura dels metalls. Aquesta entrada excessiva de calor dona lloc a defectes a causa de la liquació dels elements amb punts de fusió baixos. Per tant, estem davant la disjuntiva d'entrar l'eina amb temperatures elevades (per garantir la plasticitat del material), però no tant com per deteriorar les propietats de soldadura.

### Eina d'inclinació i profunditat de penetració
La profunditat de penetració es defineix com la profunditat del punt més baix de l'espatlla per sota de la superfície de la placa soldada. Es tracta d'un paràmetre crític per garantir la qualitat de la soldadura. Enfonsant l'espatlla per sota de la superfície de la placa augmenta la pressió per sota de l'eina, garantint l'adequada forja del material a la part posterior de l'eina. La inclinació de l'eina de 2-4 graus, de manera que la part posterior de l'eina és més baixa que la part davantera. La profunditat de penetració s'ha de configurar correctament, tant per assegurar la pressió com per garantir que l'eina penetra correctament en la soldadura. D'altra banda una profunditat de penetració excessiva pot provocar el frec agulla en la superfície de la placa de suport.

### Disseny de l'eina
El disseny de l'eina és un factor crític com una bona eina per millorar tant la qualitat de la soldadura i la velocitat màxima possible de la soldadura. És desitjable que el material de l'eina sigui prou forta, dura i resistent al desgast a la temperatura de soldadura. A més ha de tenir una bona resistència a l'oxidació i una conductivitat tèrmica baixa a fi de minimitzar tant la pèrdua de calor com el dany tèrmic a la maquinària. L'eina òptima per als aliatges d'alumini en gruixos de 0,5 a 50 mm és la AISI H13. Quant a aplicacions més exigents, com ara metalls altament abrasius compostos de matriu o materials de punt de fusió majors (com l'acer o titani) és recomanable utilitzar altres eines més avançades.
Una millora en el disseny de l'eina optimitza substancialment la qualitat i productivitat. La companyia TWI ha desenvolupat eines específiques per augmentar la profunditat de penetració per augmentar el gruix de la xapa en la soldadura.
Aquesta companyia és pionera en la invenció de tècniques FSW amb variants diverses. Algunes de les variants són: Twin-StirTM, Doble Rotació FSW (Dual Rotation Friction Stir WeldingTM), Pro-StirTM.
Hi ha altres dissenys addicionals com ara la Triflute i les sèries Trivex. El disseny Triflute té un sistema complex de tres flautes-rosca reentrants. Les eines Trivex utilitzen un simple passador no cilíndric per reduir les forces que actuen sobre l'eina durant la soldadura.

## Forces que actuen durant el procés de soldadura
Durant la soldadura hi ha una sèrie de forces que actuen sobre l'eina:
- Una força cap avall és necessària per a mantenir la posició de l'eina per sota de la superfície del material. Algunes màquines de fricció-agitació operen sota el control de càrrega, però en molts casos, la posició vertical de l'eina està preestablerta afí a la variabilitat de la càrrega.
- La força d'oposició actua paral·lelament al moviment de l'eina i és positiva en la direcció longitudinal. Com aquesta força es produeix a conseqüència de la resistència del material al moviment de l'eina diem es podria esperar que aquesta força disminueixi a mesura que la temperatura del material al voltant de l'eina s'incrementa.
- La força lateral pot actuar perpendicular a la direcció de l'eina transversal i es defineix com a positiva cap al costat d'avanç de la soldadura.
- El parell és necessari per fer girar l'eina, la intensitat del qual depèn de força cap avall i coeficient de fricció (fricció per lliscament) i / o la força del flux del material a la regió circumdant (fricció estàtica).

Per tal d'evitar la fractura de l'eina i per reduir al mínim el desgast excessiu en les màquines associades, el cicle de soldadura ha de ser modificat perquè les forces que actuen sobre l'eina sigui lo mínimes possible.

## L'ús industrial
El procés de FSW està patentada per TWI en la majoria dels països industrialitzats i amb llicència per a més de 183 usuaris.
- La construcció naval i offshore[1]
- Aerospace[2][3]
- Automotor[4]
- Trens[5]
- Fabricacions[6]